# استیسی فلولر
استیسی فلولر (انگلیسی: Stacey Fluhler؛ زادهٔ ۳ نوامبر ۱۹۹۵) بازیکن راگبی ۷ نفره اهل نیوزیلند است.
وی در مسابقات کشوری و بین‌المللی در مجموع برندهٔ ۴ مدال طلا شده‌است.